# Bunara (Petrovac)
Bunara (szerbül: Бунара) falu Bosznia-Hercegovinában, Bosanska krajina területén, a Szerb Köztársaságban. A daytoni békeszerződés után megosztott Bunara településenek a Szerb Köztársaság területéhez tartozó, kis része.

## Fekvése
Bosznia-Hercegovina nyugati részén, Banja Lukától légvonalban 53, közúton 86 km-re délnyugatra, községközpontjától 14 km-re északkeletre, a Bravsko polje keleti részén fekszik. Jasenovactól délkeletre található a Podovi-hegy, majd egy szurdok következik, ahol Bunara található. Mögötte van egy másik lejtős fennsík, amely szelíden emelkedik egészen Srneticáig. Mindezek a felszínformák iránya egybeesik a Bravsko polje-fennsík alapirányával, amely nyugat-keleti irányú. A fennsíkon kis völgyek találhatók, melyekben minden oldalon apró fészkekként víznyelők vannak szétszórva. Itt található a Bravsko polje legalacsonyabb pontja is, mely mindössze 606 méterrel található a tengerszint fölött.

## Népessége
| Nemzetiségi csoport | Népesség 1991 | Népesség 2013 |
| ------------------- | ------------- | ------------- |
| Szerb               | 102           | 4             |
| Bosnyák             | 0             | 0             |
| Horvát              | 4             | 0             |
| Jugoszláv           | 0             | 0             |
| Egyéb               | 0             | 0             |
| Összesen            | 106           | 4             |

## Története
A település területe már az ókorban is lakott volt. Ezt bizonyítja a Gradina nevű lelőhelyen található késő bronzkori erődített település maradványa.
1941-ben a település a Független Horvát Állam része lett. Ezt követően indult meg a boszniai szerbek felkelése a horvát uralom ellen. 1941. szeptember 20-án és 21-én az Usztasa tisztogató hadműveletet hajtott végre a környékbeli szerb falvak ellenállásának felszámolására, mely Bunarát is érintette. Ennek során a környező falvak, Bunara, Jasenovac, Donje Polje és Glavica házait felgyújtották és mintegy 190 lakosát gyilkolták meg. Mintegy 200 lakos a környező erdőkbe menekült.
A település 1995 szeptemberéig a boszniai szerb katonai egységek ellenőrzése alatt állt. A boszniai háborút lezáró daytoni békeszerződés rendelkezése alapján az ország területét felosztották a Bosznia-hercegovinai Föderáció és a boszniai Szerb Köztársaság között, ennek során a település nagyobbik része a föderációhoz került, csak egy kisebb terület került Szerb Köztársasághoz.

## Nevezetességei
- Gradina – ókori erődített település maradványai. Az egyenetlen területű lelőhely egy platón, egy 20x50 méteres területen fekszik. A védtelenebb északi és déli oldalán magas kőfalak határolták, melyek még ma is mintegy 3 méter magasan állnak. A másik két oldalát mély szakadékok teszik megközelíthetetlenné. A platón számos ókori kerámiatöredék és egyéb háztartási hulladék került elő. A szakemberek a korát a késő bronzkorra és a vaskorra teszik.[5]